# A19 (Portugal)
De A19 of Variante da Batalha is een autosnelweg in Portugal die van São Jorge naar Leiria loopt. De snelweg is 16 kilometer lang en werd geopend in 2011.
A1 · 
A2 · 
A3 · 
A4 · 
A5 · 
A6 · 
A7 · 
A8 · 
A9 · 
A10 · 
A11 · 
A12 · 
A13 ·
A13-1 · 
A14 · 
A15 · 
A16 · 
A17 · 
A18 · 
A19 · 
A20 · 
A21 · 
A22 · 
A23 · 
A24 · 
A25 · 
A26 · 
A27 · 
A28 · 
A29 · 
A30 · 
A31 · 
A32 · 
A33 · 
A34 · 
A35 · 
A36 · 
A37 · 
A38 · 
A39 · 
A40 · 
A41 · 
A42 · 
A43 · 
A44 · 
A47 · 
A48 · 
VRI